# Turó d'en Llaures
El Turó d'en Llaures és una muntanya de 168 metres que es troba al municipi del Port de la Selva, a la comarca catalana de l'Alt Empordà. Al cim s'hi pot trobar un vèrtex geodèsic (referència 31508001).